# 市原聖曠
市原 聖曠（いちはら せいき、生年不明）は、日本の元サッカー指導者。元サッカー日本女子代表監督。

## 来歴
1981年6月に、1981 AFC女子選手権のために、初めてサッカー日本女子代表が編成された。そして市原が日本代表の監督として指揮を執った。大会では1試合目（6月7日）のチャイニーズタイペイ代表、2試合目（6月11日）のタイ代表に2連敗したが、3試合目（6月13日）のインドネシア代表には半田悦子の得点で1-0で勝利した。この勝利が、日本代表の歴史での初勝利となった。その後、9月にイングランド代表とイタリア代表との試合でも指揮を執ったが2連敗した。イタリア代表との試合では0-9で敗れ、これは日本代表の歴史で最大の点差での敗戦である。